# Hašov
Hašov je malá vesnice, část města Horšovský Týn v okrese Domažlice v Plzeňském kraji. Nachází se sedm kilometrů severozápadně od Horšovského Týna. Je zde evidováno 16 adres. V roce 2011 zde trvale žilo 33 obyvatel.
Hašov je také název katastrálního území o rozloze 2,19 km².

## Historie
První písemná zmínka o vesnici pochází z roku 1397.

## Obyvatelstvo
| Rok            | 1869 | 1880 | 1890 | 1900 | 1910 | 1921 | 1930 | 1950 | 1961 | 1970 | 1980 | 1991 | 2001 | 2011 | 2021 |
| -------------- | ---- | ---- | ---- | ---- | ---- | ---- | ---- | ---- | ---- | ---- | ---- | ---- | ---- | ---- | ---- |
| Počet obyvatel | 135  | 108  | 117  | 131  | 141  | 126  | 111  | 50   | 56   | 36   | 26   | 20   | 19   | 33   | 23   |
| Počet domů     | 19   | 22   | 20   | 24   | 25   | 25   | 25   | 22   | 45   | 9    | 10   | 11   | 11   | 13   | 9    |

## Obecní správa
Při sčítání lidu v letech 1850–1960 Hašov byl osadou obce Svinná v okrese Horšovský Týn (v letech 1850–1910 Horšův Týn). V letech 1961–1984 byl částí obce Štítary v okrese Domažlice. Od 1. ledna 1985 je částí města Horšovský Týn v okrese Domažlice.

## Další fotografie

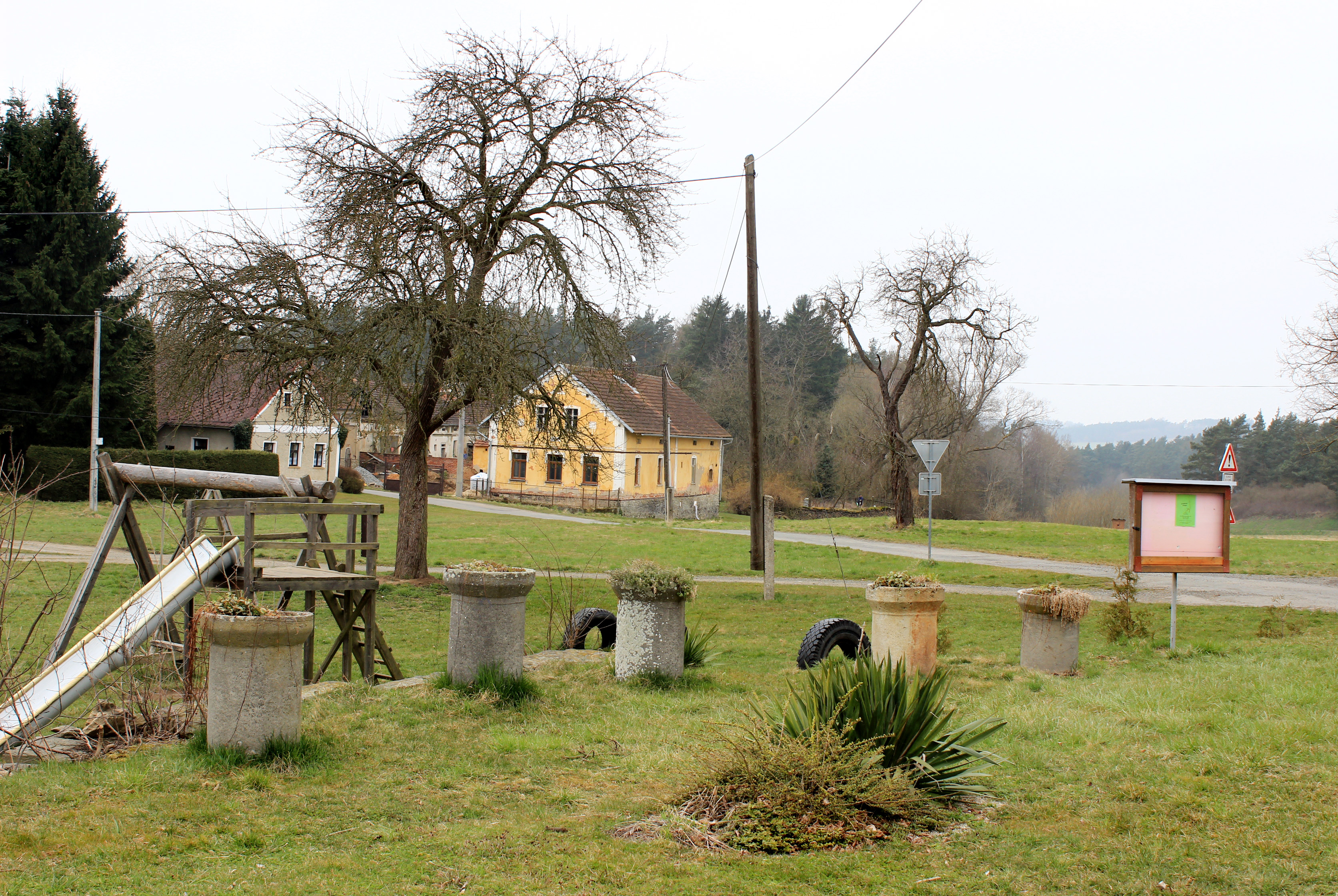
Hřiště na návsi
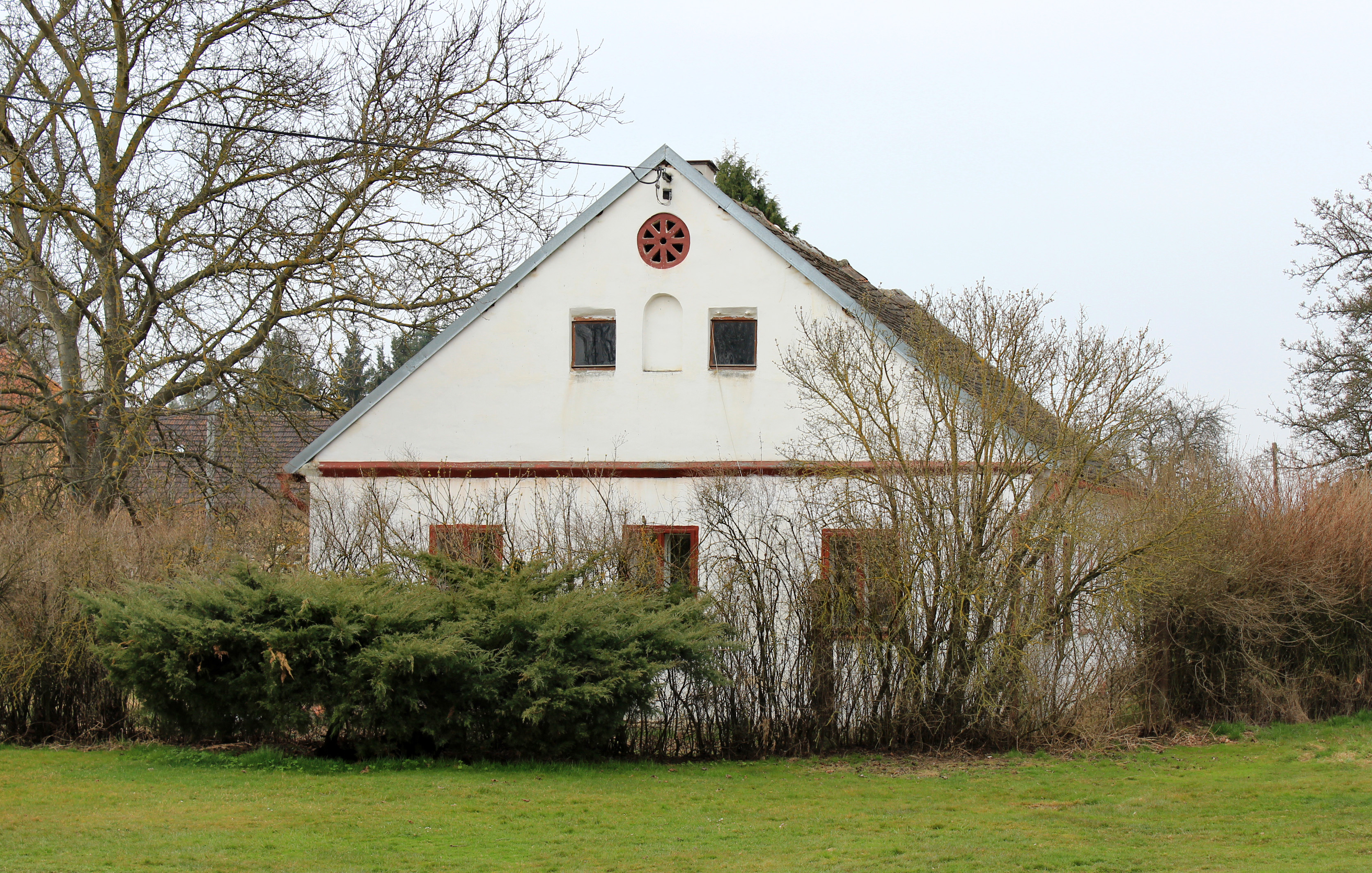
Dům čp. 8
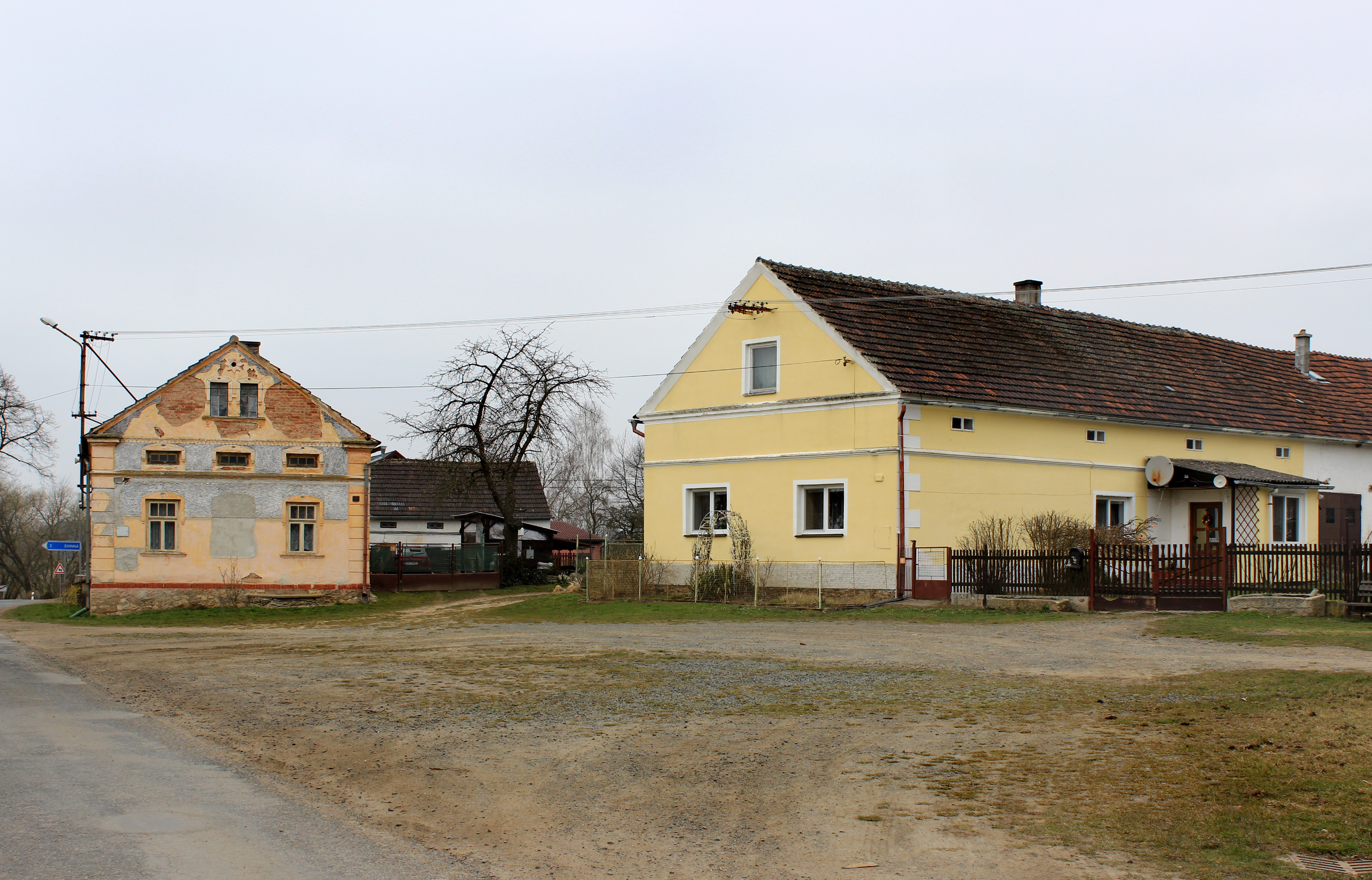
Náves